# Ligne de Cruchten à Larochette
Pour les lignes de chemin de fer partageant le même surnom, voir Jangli.
La ligne de Cruchten à Larochette, communément dénommée Jangli, Jangeli ou Jhangeli selon les variantes, est une ancienne ligne de chemin de fer à voie métrique de 12,12 km de long qui reliait Cruchten à Larochette.
Exploitée en 1882 par la Société des chemins de fer secondaires luxembourgeois (CSL), elle est exploitée par les Chemins de fer à voie étroite (CVE) à partir de 1934 lors de la fusion des trois compagnies exploitant les lignes à voie étroite. La Deutsche Reichsbahn reprend l'exploitation en 1942, sous l'occupation, puis la Société nationale des chemins de fer luxembourgeois en 1946.
La ligne est officiellement fermée en 1948.

## Histoire
La ligne est déclarée d'utilité publique par l'arrêté royal grand-ducal du 2 mai 1881 et est construite dans la foulée ; elle est mise en service le 15 février 1882.
Au contraire de la ligne de Luxembourg à Remich, la rentabilité est faible, au point que la ligne n'aura jamais eu besoin de voir ses infrastructures agrandies. Bien que la ligne vers les carrières d'Ernzen était projetée depuis 1900 avec la ligne de Junglinster à Larochette, la section de cette dernière desservant les carrières, en lien avec la ligne depuis Cruchten n'ouvrira qu'en 1930, le reste de la ligne en restera au gros œuvre ; la connexion avec les carrières arrivera trop tard pour rendre la ligne économiquement rentable.
La rentabilité de la ligne se dégrade au point que le démantèlement de la ligne est actée dans les années 1930, mais la Seconde Guerre mondiale retarde le projet ; la ligne sera relativement épargnée par la guerre si l'on excepte le pont sur l'Alzette dynamité par la Wehrmacht en août 1944. L'exploitation de la ligne reprend en mai 1945, sauf la section finale jusqu'à la gare de Cruchten qui n'est rouverte qu'en octobre, toujours à cause de ce pont sur l'Alzette, le temps d'achever sa reconstruction.
La ligne est finalement fermée le 2 mai 1948, dans le cadre de l'arrêté grand-ducal du 3 mars 1948 « portant suppression du service ferroviaire sur les lignes de Grundhof à Beaufort, de Cruchten à Larochette et de Diekirch à Vianden et son remplacement par un service d'autobus et de camions. » et est démantelée entre 1949 et 1950.

## La ligne
Longue de 12,12 km, la ligne Cruchten-Larochette avait un profil favorable, avec une déclivité maximale de 25 ‰.
La ligne empruntait un ouvrage d'art notable, le pont sur l'Alzette à Cruchten.
Elle était connectée à la ligne de Junglinster à Larochette, inachevée, dont seule la section de Larochette aux carrières d'Ernzen sera construite ; cette ligne fermera en même temps que celle de Cruchten.

## Le matériel roulant
Les convois étaient tractés par des locomotives à vapeur.

## Vestiges
La plateforme est encore visible par endroits et le bâtiment voyageurs de la gare de Larochette existe toujours.